# Championship League 2022
Championship League 2022 var en inbjudningsturnering i snooker som spelades i omgångar under perioden 20 december 2021 – 4 februari 2022 i Morningside Arena i Leicester, England, Storbritannien. Finalgruppen spelades 3 och 4 februari 2022.
Kyren Wilson var regerande mästare men han åkte ut i semifinalspelet i grupp 7.
John Higgins vann turneringen för tredje gången efter att ha besegrat Stuart Bingham med 3–2 i finalen.

## Prissummor
Förutom priser till de främsta placeringarna delades det ut pris för varje vunnet frame samt till högsta break. Alla priser i brittiska pund, GBP.
| Placering | Grupp 1–7 | Finalgruppen |
| --------- | --------- | ------------ |
| Vinnare   | 3 000     | 10 000       |
| Tvåa      | 2 000     | 5 000        |
| Semifinal | 1 000     | 3 000        |

| Övriga priser            | Grupp 1–7 | Finalgruppen |
| ------------------------ | --------- | ------------ |
| Framevinst i gruppspelet | 100       | 200          |
| Framevinst i slutspelet  | 300       | 300          |
| Högsta break             | 500       | 1 000        |

Totalt i turneringen: 184 400

## Format
Alla matcher i såväl gruppspel som slutspel avgjordes i bäst av 5 frames.
|  | Vidare till gruppslutspel där segraren gick till Finalgruppen och övriga till nästa gruppspel |
|  | Vidare till nästa gruppspel                                                                   |

## Grupp 1
Grupp 1 spelades 20 och 21 december 2021. Liang Wenbo var den första spelaren att kvalificera sig för Finalgruppen.

### Matcher
| Jack Lisowski | 3 – 1 | Zhou Yuelong  |
| Graeme Dott   | 3 – 1 | Tom Ford      |
| Gary Wilson   | 3 – 0 | Jack Lisowski |
| Liang Wenbo   | 3 – 1 | Ryan Day      |
| Graeme Dott   | 3 – 1 | Zhou Yuelong  |
| Liang Wenbo   | 3 – 2 | Gary Wilson   |
| Graeme Dott   | 3 – 1 | Jack Lisowski |
| Ryan Day      | 3 – 2 | Tom Ford      |
| Graeme Dott   | 3 – 1 | Gary Wilson   |
| Zhou Yuelong  | 3 – 1 | Tom Ford      |
| Ryan Day      | 3 – 2 | Gary Wilson   |

| Jack Lisowski | 3 – 2 | Liang Wenbo   |
| Liang Wenbo   | 3 – 1 | Tom Ford      |
| Ryan Day      | 3 – 1 | Zhou Yuelong  |
| Tom Ford      | 3 – 1 | Gary Wilson   |
| Graeme Dott   | 3 – 2 | Ryan Day      |
| Gary Wilson   | 3 – 2 | Zhou Yuelong  |
| Graeme Dott   | 3 – 2 | Liang Wenbo   |
| Jack Lisowski | 3 – 1 | Ryan Day      |
| Zhou Yuelong  | 3 – 2 | Liang Wenbo   |
| Tom Ford      | 3 – 1 | Jack Lisowski |

### Slutställning
| Plac | Spelare       | S | V | F | SF | VF | FF | Sk | P |
| ---- | ------------- | - | - | - | -- | -- | -- | -- | - |
| 1    | Graeme Dott   | 6 | 6 | 0 | 26 | 18 | 8  | 10 | 5 |
| 2    | Liang Wenbo   | 6 | 3 | 3 | 28 | 15 | 13 | 2  | 4 |
| 3    | Ryan Day      | 6 | 3 | 3 | 27 | 13 | 14 | -1 | 3 |
| 4    | Jack Lisowski | 6 | 3 | 3 | 24 | 11 | 13 | -2 | 3 |
| 5    | Gary Wilson   | 6 | 2 | 4 | 26 | 12 | 14 | -2 | 3 |
| 6    | Tom Ford      | 6 | 2 | 4 | 25 | 11 | 14 | -3 | 2 |
| 7    | Zhou Yuelong  | 6 | 2 | 4 | 26 | 11 | 15 | -4 | 1 |

### Slutspel
|  | Semifinaler   | Semifinaler |   |               | Final | Final |  |  |  |  |
|  |               |             |   |               |       |       |  |  |  |  |
|  | Graeme Dott   | 1           |   |               |       |       |  |  |  |  |
|  | Jack Lisowski | 3           |   |               |       |       |  |  |  |  |
|  | Jack Lisowski | 3           |   | Jack Lisowski | 1     |       |  |  |  |  |
|  |               |             |   | Jack Lisowski | 1     |       |  |  |  |  |
|  |               | Liang Wenbo | 3 |               |       |       |  |  |  |  |
|  | Liang Wenbo   | Liang Wenbo | 3 | 3             |       |       |  |  |  |  |
|  | Liang Wenbo   |             |   | 3             |       |       |  |  |  |  |
|  | Ryan Day      | 2           |   |               |       |       |  |  |  |  |

## Grupp 2
Grupp 2 spelades 22 och 23 december 2021. Graeme Dott var den andra spelaren att kvalificera sig för Finalgruppen.

### Matcher
| Lu Ning       | 3 – 1 | Xiao Guodong  |
| Joe Perry     | 3 – 2 | Gary Wilson   |
| Xiao Guodong  | 3 – 2 | Graeme Dott   |
| Jack Lisowski | 3 – 2 | Ryan Day      |
| Lu Ning       | 3 – 0 | Joe Perry     |
| Graeme Dott   | 3 – 2 | Jack Lisowski |
| Joe Perry     | 3 – 2 | Xiao Guodong  |
| Ryan Day      | 3 – 0 | Gary Wilson   |
| Joe Perry     | 3 – 1 | Graeme Dott   |
| Gary Wilson   | 3 – 2 | Lu Ning       |
| Ryan Day      | 3 – 2 | Graeme Dott   |

| Xiao Guodong  | 3 – 2 | Jack Lisowski |
| Jack Lisowski | 3 – 1 | Gary Wilson   |
| Lu Ning       | 3 – 2 | Ryan Day      |
| Graeme Dott   | 3 – 0 | Gary Wilson   |
| Ryan Day      | 3 – 0 | Joe Perry     |
| Graeme Dott   | 3 – 1 | Lu Ning       |
| Joe Perry     | 3 – 2 | Jack Lisowski |
| Ryan Day      | 3 – 1 | Xiao Guodong  |
| Lu Ning       | 3 – 1 | Jack Lisowski |
| Xiao Guodong  | 3 – 2 | Gary Wilson   |

### Slutställning
| Plac | Spelare       | S | V | F | SF | VF | FF | Sk | P |
| ---- | ------------- | - | - | - | -- | -- | -- | -- | - |
| 1    | Ryan Day      | 6 | 4 | 2 | 25 | 16 | 9  | 7  | 4 |
| 2    | Lu Ning       | 6 | 4 | 2 | 25 | 15 | 10 | 5  | 4 |
| 3    | Joe Perry     | 6 | 4 | 2 | 25 | 12 | 13 | -1 | 4 |
| 4    | Graeme Dott   | 6 | 3 | 3 | 26 | 14 | 12 | 2  | 3 |
| 5    | Xiao Guodong  | 6 | 3 | 3 | 28 | 13 | 15 | -2 | 3 |
| 6    | Jack Lisowski | 6 | 2 | 4 | 28 | 13 | 15 | -2 | 2 |
| 7    | Gary Wilson   | 6 | 1 | 5 | 25 | 8  | 17 | -9 | 1 |

### Slutspel
|  | Semifinaler | Semifinaler |   |             | Final | Final |  |  |  |  |
|  |             |             |   |             |       |       |  |  |  |  |
|  | Ryan Day    | 2           |   |             |       |       |  |  |  |  |
|  | Graeme Dott | 3           |   |             |       |       |  |  |  |  |
|  | Graeme Dott | 3           |   | Graeme Dott | 3     |       |  |  |  |  |
|  |             |             |   | Graeme Dott | 3     |       |  |  |  |  |
|  |             | Lu Ning     | 1 |             |       |       |  |  |  |  |
|  | Lu Ning     | Lu Ning     | 1 | 3           |       |       |  |  |  |  |
|  | Lu Ning     |             |   | 3           |       |       |  |  |  |  |
|  | Joe Perry   | 2           |   |             |       |       |  |  |  |  |

## Grupp 3
Grupp 3 spelades 3 och 4 januari 2022. Zhao Xintong var den tredje spelaren att kvalificera sig för Finalgruppen.

### Matcher
| Zhao Xintong   | 3 – 0 | Mark Selby     |
| Xiao Guodong   | 3 – 2 | Stuart Bingham |
| Ryan Day       | 3 – 2 | Mark Selby     |
| Lu Ning        | 3 – 2 | Joe Perry      |
| Zhao Xintong   | 3 – 1 | Stuart Bingham |
| Lu Ning        | 3 – 0 | Ryan Day       |
| Mark Selby     | 3 – 2 | Stuart Bingham |
| Xiao Guodong   | 3 – 2 | Joe Perry      |
| Stuart Bingham | 3 – 0 | Ryan Day       |
| Zhao Xintong   | 3 – 2 | Xiao Guodong   |
| Joe Perry      | 3 – 2 | Ryan Day       |

| Mark Selby     | 3 – 1 | Lu Ning      |
| Xiao Guodong   | 3 – 2 | Lu Ning      |
| Zhao Xintong   | 3 – 0 | Joe Perry    |
| Xiao Guodong   | 3 – 1 | Ryan Day     |
| Stuart Bingham | 3 – 2 | Joe Perry    |
| Zhao Xintong   | 3 – 0 | Ryan Day     |
| Stuart Bingham | 3 – 2 | Lu Ning      |
| Mark Selby     | 3 – 0 | Joe Perry    |
| Zhao Xintong   | 3 – 1 | Lu Ning      |
| Mark Selby     | 3 – 0 | Xiao Guodong |

### Slutställning
| Plac | Spelare        | S | V | F | SF | VF | FF | Sk  | P |
| ---- | -------------- | - | - | - | -- | -- | -- | --- | - |
| 1    | Zhao Xintong   | 6 | 6 | 0 | 22 | 18 | 4  | 14  | 4 |
| 2    | Mark Selby     | 6 | 4 | 2 | 23 | 14 | 9  | 5   | 4 |
| 3    | Xiao Guodong   | 6 | 4 | 2 | 27 | 14 | 13 | 1   | 4 |
| 4    | Stuart Bingham | 6 | 3 | 3 | 27 | 14 | 13 | 1   | 3 |
| 5    | Lu Ning        | 6 | 2 | 4 | 26 | 12 | 14 | -2  | 3 |
| 6    | Joe Perry      | 6 | 1 | 5 | 26 | 9  | 17 | -8  | 2 |
| 7    | Ryan Day       | 6 | 1 | 5 | 23 | 6  | 17 | -11 | 1 |

### Slutspel
|  | Semifinaler    | Semifinaler  |   |              | Final | Final |  |  |  |  |
|  |                |              |   |              |       |       |  |  |  |  |
|  | Zhao Xintong   | 3            |   |              |       |       |  |  |  |  |
|  | Stuart Bingham | 1            |   |              |       |       |  |  |  |  |
|  | Stuart Bingham | 1            |   | Zhao Xintong | 3     |       |  |  |  |  |
|  |                |              |   | Zhao Xintong | 3     |       |  |  |  |  |
|  |                | Xiao Guodong | 2 |              |       |       |  |  |  |  |
|  | Mark Selby     | Xiao Guodong | 2 | 1            |       |       |  |  |  |  |
|  | Mark Selby     |              |   | 1            |       |       |  |  |  |  |
|  | Xiao Guodong   | 3            |   |              |       |       |  |  |  |  |

## Grupp 4
Grupp 4 spelades 5 och 6 januari 2022. Stuart Bingham var den fjärde spelaren att kvalificera sig för Finalgruppen.

### Matcher
| Scott Donaldson | 3 – 0 | Judd Trump      |
| Kyren Wilson    | 3 – 1 | Lu Ning         |
| Stuart Bingham  | 3 – 2 | Judd Trump      |
| Mark Selby      | 3 – 2 | Xiao Guodong    |
| Kyren Wilson    | 3 – 2 | Scott Donaldson |
| Stuart Bingham  | 3 – 1 | Xiao Guodong    |
| Kyren Wilson    | 3 – 2 | Judd Trump      |
| Mark Selby      | 3 – 2 | Lu Ning         |
| Kyren Wilson    | 3 – 1 | Stuart Bingham  |
| Scott Donaldson | 3 – 2 | Lu Ning         |
| Mark Selby      | 3 – 1 | Stuart Bingham  |

| Judd Trump      | 3 – 1 | Xiao Guodong    |
| Lu Ning         | 3 – 2 | Xiao Guodong    |
| Mark Selby      | 3 – 0 | Scott Donaldson |
| Lu Ning         | 3 – 2 | Stuart Bingham  |
| Kyren Wilson    | 3 – 2 | Mark Selby      |
| Stuart Bingham  | 3 – 0 | Scott Donaldson |
| Kyren Wilson    | 3 – 0 | Xiao Guodong    |
| Mark Selby      | 3 – 0 | Judd Trump      |
| Scott Donaldson | 3 – 1 | Xiao Guodong    |
| Judd Trump      | 3 – 0 | Lu Ning         |

### Slutställning
| Plac | Spelare         | S | V | F | SF | VF | FF | Sk  | P |
| ---- | --------------- | - | - | - | -- | -- | -- | --- | - |
| 1    | Kyren Wilson    | 6 | 6 | 0 | 26 | 18 | 8  | 10  | 4 |
| 2    | Mark Selby      | 6 | 5 | 1 | 25 | 17 | 8  | 9   | 4 |
| 3    | Stuart Bingham  | 6 | 3 | 3 | 25 | 13 | 12 | 1   | 4 |
| 4    | Scott Donaldson | 6 | 3 | 3 | 23 | 11 | 12 | -1  | 3 |
| 5    | Lu Ning         | 6 | 2 | 4 | 27 | 11 | 16 | -5  | 3 |
| 6    | Judd Trump      | 6 | 2 | 4 | 23 | 10 | 13 | -3  | 2 |
| 7    | Xiao Guodong    | 6 | 0 | 6 | 25 | 7  | 18 | -11 | 1 |

### Slutspel
|  | Semifinaler     | Semifinaler    |   |              | Final | Final |  |  |  |  |
|  |                 |                |   |              |       |       |  |  |  |  |
|  | Kyren Wilson    | 3              |   |              |       |       |  |  |  |  |
|  | Scott Donaldson | 0              |   |              |       |       |  |  |  |  |
|  | Scott Donaldson | 0              |   | Kyren Wilson | 2     |       |  |  |  |  |
|  |                 |                |   | Kyren Wilson | 2     |       |  |  |  |  |
|  |                 | Stuart Bingham | 3 |              |       |       |  |  |  |  |
|  | Mark Selby      | Stuart Bingham | 3 | 2            |       |       |  |  |  |  |
|  | Mark Selby      |                |   | 2            |       |       |  |  |  |  |
|  | Stuart Bingham  | 3              |   |              |       |       |  |  |  |  |

## Grupp 5
Grupp 5 spelades 7 och 8 januari 2022. Scott Donaldson var den femte spelaren att kvalificera sig för Finalgruppen.

### Matcher
| Scott Donaldson | 3 – 0 | Martin Gould    |
| David Gilbert   | 3 – 1 | Lu Ning         |
| Martin Gould    | 3 – 2 | Ali Carter      |
| Scott Donaldson | 3 – 0 | Kyren Wilson    |
| Ali Carter      | 3 – 2 | David Gilbert   |
| Kyren Wilson    | 3 – 1 | Jordan Brown    |
| Martin Gould    | 3 – 1 | David Gilbert   |
| Jordan Brown    | 3 – 2 | Lu Ning         |
| Scott Donaldson | 3 – 1 | David Gilbert   |
| Ali Carter      | 3 – 1 | Lu Ning         |
| Jordan Brown    | 3 – 2 | Scott Donaldson |

| Kyren Wilson    | 3 – 1 | Martin Gould    |
| Kyren Wilson    | 3 – 0 | Lu Ning         |
| Jordan Brown    | 3 – 0 | Ali Carter      |
| Lu Ning         | 3 – 2 | Scott Donaldson |
| Jordan Brown    | 3 – 2 | David Gilbert   |
| Scott Donaldson | 3 – 0 | Ali Carter      |
| David Gilbert   | 3 – 2 | Kyren Wilson    |
| Jordan Brown    | 3 – 0 | Martin Gould    |
| Ali Carter      | 3 – 1 | Kyren Wilson    |
| Martin Gould    | 3 – 1 | Lu Ning         |

### Slutställning
| Plac | Spelare         | S | V | F | SF | VF | FF | Sk | P |
| ---- | --------------- | - | - | - | -- | -- | -- | -- | - |
| 1    | Jordan Brown    | 6 | 5 | 1 | 25 | 16 | 9  | 7  | 5 |
| 2    | Scott Donaldson | 6 | 4 | 2 | 23 | 16 | 7  | 9  | 4 |
| 3    | Kyren Wilson    | 6 | 3 | 3 | 23 | 12 | 11 | 1  | 3 |
| 4    | Ali Carter      | 6 | 3 | 3 | 24 | 11 | 13 | -2 | 3 |
| 5    | Martin Gould    | 6 | 3 | 3 | 23 | 10 | 13 | -3 | 3 |
| 6    | David Gilbert   | 6 | 2 | 4 | 27 | 12 | 15 | -3 | 2 |
| 7    | Lu Ning         | 6 | 1 | 5 | 25 | 8  | 17 | -9 | 1 |

### Slutspel
|  | Semifinaler     | Semifinaler     |   |              | Final | Final |  |  |  |  |
|  |                 |                 |   |              |       |       |  |  |  |  |
|  | Jordan Brown    | 3               |   |              |       |       |  |  |  |  |
|  | Ali Carter      | 0               |   |              |       |       |  |  |  |  |
|  | Ali Carter      | 0               |   | Jordan Brown | 2     |       |  |  |  |  |
|  |                 |                 |   | Jordan Brown | 2     |       |  |  |  |  |
|  |                 | Scott Donaldson | 3 |              |       |       |  |  |  |  |
|  | Scott Donaldson | Scott Donaldson | 3 | 3            |       |       |  |  |  |  |
|  | Scott Donaldson |                 |   | 3            |       |       |  |  |  |  |
|  | Kyren Wilson    | 2               |   |              |       |       |  |  |  |  |

## Grupp 6
Grupp 6 spelades 17 och 18 januari 2022. Yan Bingtao var den sjätte spelaren att kvalificera sig för Finalgruppen.

### Matcher
| Yan Bingtao  | 3 – 1 | Ali Carter   |
| Martin Gould | 3 – 2 | Matthew Selt |
| Yan Bingtao  | 3 – 1 | Ding Junhui  |
| Jordan Brown | 3 – 2 | Kyren Wilson |
| Ding Junhui  | 3 – 2 | Matthew Selt |
| Ali Carter   | 3 – 0 | Jordan Brown |
| Matthew Selt | 3 – 2 | Yan Bingtao  |
| Martin Gould | 3 – 2 | Kyren Wilson |
| Ali Carter   | 3 – 0 | Matthew Selt |
| Ding Junhui  | 3 – 2 | Martin Gould |
| Kyren Wilson | 3 – 1 | Ali Carter   |

| Yan Bingtao  | 3 – 0 | Jordan Brown |
| Martin Gould | 3 – 2 | Jordan Brown |
| Kyren Wilson | 3 – 0 | Ding Junhui  |
| Martin Gould | 3 – 1 | Ali Carter   |
| Kyren Wilson | 3 – 0 | Matthew Selt |
| Ding Junhui  | 3 – 1 | Ali Carter   |
| Jordan Brown | 3 – 1 | Matthew Selt |
| Yan Bingtao  | 3 – 0 | Kyren Wilson |
| Ding Junhui  | 3 – 2 | Jordan Brown |
| Yan Bingtao  | 3 – 0 | Martin Gould |

### Slutställning
| Plac | Spelare      | S | V | F | SF | VF | FF | Sk | P |
| ---- | ------------ | - | - | - | -- | -- | -- | -- | - |
| 1    | Yan Bingtao  | 6 | 5 | 1 | 22 | 17 | 5  | 12 | 4 |
| 2    | Martin Gould | 6 | 4 | 2 | 27 | 14 | 13 | 1  | 4 |
| 3    | Ding Junhui  | 6 | 4 | 2 | 26 | 13 | 13 | 0  | 4 |
| 4    | Kyren Wilson | 6 | 3 | 3 | 23 | 13 | 10 | 3  | 3 |
| 5    | Ali Carter   | 6 | 2 | 4 | 22 | 10 | 12 | -2 | 3 |
| 6    | Jordan Brown | 6 | 2 | 4 | 25 | 10 | 15 | -5 | 2 |
| 7    | Matthew Selt | 6 | 1 | 5 | 25 | 8  | 17 | -9 | 1 |

### Slutspel
|  | Semifinaler  | Semifinaler  |   |             | Final | Final |  |  |  |  |
|  |              |              |   |             |       |       |  |  |  |  |
|  | Yan Bingtao  | 3            |   |             |       |       |  |  |  |  |
|  | Kyren Wilson | 0            |   |             |       |       |  |  |  |  |
|  | Kyren Wilson | 0            |   | Yan Bingtao | 3     |       |  |  |  |  |
|  |              |              |   | Yan Bingtao | 3     |       |  |  |  |  |
|  |              | Martin Gould | 1 |             |       |       |  |  |  |  |
|  | Martin Gould | Martin Gould | 1 | 3           |       |       |  |  |  |  |
|  | Martin Gould |              |   | 3           |       |       |  |  |  |  |
|  | Ding Junhui  | 2            |   |             |       |       |  |  |  |  |

## Grupp 7
Grupp 7 spelades 1 och 2 februari 2022. John Higgins var den sjunde spelaren att kvalificera sig för Finalgruppen.

### Matcher
| Kyren Wilson      | 3 – 0 | Ronnie O'Sullivan |
| Ali Carter        | 3 – 0 | Ricky Walden      |
| John Higgins      | 3 – 0 | Ronnie O'Sullivan |
| Ding Junhui       | 3 – 1 | Martin Gould      |
| John Higgins      | 3 – 1 | Ricky Walden      |
| Kyren Wilson      | 3 – 0 | Martin Gould      |
| Ronnie O'Sullivan | 3 – 2 | Ricky Walden      |
| Ding Junhui       | 3 – 1 | Ali Carter        |
| Kyren Wilson      | 3 – 1 | Ricky Walden      |
| Ali Carter        | 3 – 0 | John Higgins      |
| Kyren Wilson      | 3 – 0 | Ding Junhui       |

| Martin Gould      | 3 – 2 | Ronnie O'Sullivan |
| Ali Carter        | 3 – 1 | Martin Gould      |
| John Higgins      | 3 – 2 | Ding Junhui       |
| Ali Carter        | 3 – 2 | Kyren Wilson      |
| Ding Junhui       | 3 – 2 | Ricky Walden      |
| John Higgins      | 3 – 1 | Kyren Wilson      |
| Ricky Walden      | 3 – 2 | Martin Gould      |
| Ronnie O'Sullivan | 3 – 2 | Ding Junhui       |
| John Higgins      | 3 – 1 | Martin Gould      |
| Ali Carter        | 3 – 2 | Ronnie O'Sullivan |

### Slutställning
| Plac | Spelare           | S | V | F | SF | VF | FF | Sk | P |
| ---- | ----------------- | - | - | - | -- | -- | -- | -- | - |
| 1    | Ali Carter        | 6 | 5 | 1 | 24 | 16 | 8  | 8  | 4 |
| 2    | John Higgins      | 6 | 5 | 1 | 23 | 15 | 8  | 7  | 4 |
| 3    | Kyren Wilson      | 6 | 4 | 2 | 22 | 15 | 7  | 8  | 4 |
| 4    | Ding Junhui       | 6 | 3 | 3 | 26 | 13 | 13 | 0  | 3 |
| 5    | Ronnie O'Sullivan | 6 | 2 | 4 | 26 | 10 | 16 | -6 | 3 |
| 6    | Ricky Walden      | 6 | 1 | 5 | 26 | 9  | 17 | -8 | 2 |
| 7    | Martin Gould      | 6 | 1 | 5 | 25 | 8  | 17 | -9 | 1 |

### Slutspel
|  | Semifinaler  | Semifinaler  |   |             | Final | Final |  |  |  |  |
|  |              |              |   |             |       |       |  |  |  |  |
|  | Ali Carter   | 2            |   |             |       |       |  |  |  |  |
|  | Ding Junhui  | 3            |   |             |       |       |  |  |  |  |
|  | Ding Junhui  | 3            |   | Ding Junhui | 2     |       |  |  |  |  |
|  |              |              |   | Ding Junhui | 2     |       |  |  |  |  |
|  |              | John Higgins | 3 |             |       |       |  |  |  |  |
|  | John Higgins | John Higgins | 3 | 3           |       |       |  |  |  |  |
|  | John Higgins |              |   | 3           |       |       |  |  |  |  |
|  | Kyren Wilson | 1            |   |             |       |       |  |  |  |  |

## Finalgruppen
Finalgruppen spelades 3 och 4 februari 2022. John Higgins vann Champions League för tredje gången efter att ha besegrat Stuart Bingham med 3–2 i finalen.

### Matcher
| John Higgins    | 3 – 2 | Graeme Dott     |
| Stuart Bingham  | 3 – 2 | Yan Bingtao     |
| John Higgins    | 3 – 1 | Zhao Xintong    |
| Liang Wenbo     | 3 – 0 | Scott Donaldson |
| Stuart Bingham  | 3 – 0 | Zhao Xintong    |
| Scott Donaldson | 3 – 0 | Graeme Dott     |
| Stuart Bingham  | 3 – 2 | John Higgins    |
| Yan Bingtao     | 3 – 0 | Liang Wenbo     |
| Stuart Bingham  | 3 – 2 | Graeme Dott     |
| Zhao Xintong    | 3 – 2 | Yan Bingtao     |
| Graeme Dott     | 3 – 2 | Liang Wenbo     |

| John Higgins    | 3 – 2 | Scott Donaldson |
| Yan Bingtao     | 3 – 0 | Scott Donaldson |
| Zhao Xintong    | 3 – 1 | Liang Wenbo     |
| Yan Bingtao     | 3 – 0 | Graeme Dott     |
| Liang Wenbo     | 3 – 0 | Stuart Bingham  |
| Graeme Dott     | 3 – 1 | Zhao Xintong    |
| Stuart Bingham  | 3 – 0 | Scott Donaldson |
| John Higgins    | 3 – 1 | Liang Wenbo     |
| Scott Donaldson | 3 – 2 | Zhao Xintong    |
| Yan Bingtao     | 3 – 0 | John Higgins    |

### Slutställning
| Plac | Spelare         | S | V | F | SF | VF | FF | Sk | P |
| ---- | --------------- | - | - | - | -- | -- | -- | -- | - |
| 1    | Stuart Bingham  | 6 | 5 | 1 | 24 | 15 | 9  | 6  | 4 |
| 2    | Yan Bingtao     | 6 | 4 | 2 | 22 | 16 | 6  | 10 | 4 |
| 3    | John Higgins    | 6 | 4 | 2 | 26 | 14 | 12 | 2  | 4 |
| 4    | Liang Wenbo     | 6 | 2 | 4 | 22 | 10 | 12 | -2 | 3 |
| 5    | Zhao Xintong    | 6 | 2 | 4 | 25 | 10 | 15 | -5 | 3 |
| 5    | Graeme Dott     | 6 | 2 | 4 | 25 | 10 | 15 | -5 | 2 |
| 7    | Scott Donaldson | 6 | 2 | 4 | 22 | 8  | 14 | -6 | 1 |

### Slutspel
|  | Semifinaler    | Semifinaler  |   |                | Final | Final |  |  |  |  |
|  |                |              |   |                |       |       |  |  |  |  |
|  | Stuart Bingham | 3            |   |                |       |       |  |  |  |  |
|  | Liang Wenbo    | 2            |   |                |       |       |  |  |  |  |
|  | Liang Wenbo    | 2            |   | Stuart Bingham | 2     |       |  |  |  |  |
|  |                |              |   | Stuart Bingham | 2     |       |  |  |  |  |
|  |                | John Higgins | 3 |                |       |       |  |  |  |  |
|  | Yan Bingtao    | John Higgins | 3 | 2              |       |       |  |  |  |  |
|  | Yan Bingtao    |              |   | 2              |       |       |  |  |  |  |
|  | John Higgins   | 3            |   |                |       |       |  |  |  |  |